# Tyrannochromis
Рід налічує 3 види риб родини цихлові.

## Види
- Tyrannochromis macrostoma (Regan 1922)
- Tyrannochromis nigriventer Eccles 1989
- Tyrannochromis polyodon (Trewavas 1935)